# Elophila africalis
Elophila africalis is een vlinder uit de familie van de grasmotten (Crambidae), uit de onderfamilie van de Acentropinae. De wetenschappelijke naam van deze soort is voor het eerst gepubliceerd in 1906 door George Francis Hampson.

## Verspreiding
De soort komt voor in vrijwel alle landen in tropisch Afrika en in India en Thailand.

## Waardplanten
De rupsen van deze soort leven op Azolla sp. (waaronder Azolla pinnata) (Salviniaceae), Pistia stratiotes (Araceae) en Vossia sp. (Poaceae).